# Pino Calabrese
Pino Calabrese (Portici, 6 ottobre 1955) è un attore italiano.

## Biografia
Inizia la sua carriera artistica nel 1972, lavorando dapprima in teatro con attori e registi quali Massimo Troisi, Lello Arena, Enzo De Caro, Franca Valeri, Gigi Proietti e molti altri, passando dal cabaret al teatro drammatico, dai musical alle commedie comiche, dal teatro cantato ai monologhi a sfondo sociale e politico.
Nel cinema debutta nel 1983 con Valerio Zecca, lavorando successivamente con registi come Pappi Corsicato, Giuseppe Tornatore, Pupi Avati, Mario Martone, Marco Simon Puccioni e Paolo Sorrentino. In televisione ha preso parte a produzioni come R.I.S. - Delitti imperfetti, Incantesimo, Gente di mare, Distretto di polizia e I bastardi di Pizzofalcone.
Da diversi anni si dedica al teatro civile, portando in scena L'ombra di Aldo Moro e Tortora, una storia semplice, spettacoli in forma di reading di Patrizio J. Macci.
Per la sua interpretazione nel film Respiri del 2018 è stato premiato al Sorrento Film Festival 2019. Ha ricevuto nel 2022 il Premio "Lifetime Achievement Award" alla carriera.

## Filmografia

### Cinema
- Chi mi aiuta?, regia di Valerio Zecca (1983)
- Segreti segreti, regia di Giuseppe Bertolucci (1985)
- Chiari di luna, regia di Lello Arena (1988)
- Libera, regia di Pappi Corsicato (1993)
- L'uomo delle stelle, regia di Giuseppe Tornatore (1995)
- E io ti seguo, regia di Maurizio Fiume (2003)
- Piazza delle Cinque Lune, regia di Renzo Martinelli (2003)
- L'ombra di Federico, regia di Marco Cercaci (2004)
- La seconda notte di nozze, regia di Pupi Avati (2005)
- Sexum superando - Isabella Morra, regia di Marta Bifano (2005)
- La sconosciuta, regia di Giuseppe Tornatore (2006)
- Uno su due, regia di Eugenio Cappuccio (2006)
- I Viceré, regia di Roberto Faenza (2007)
- Il figlio più piccolo, regia di Pupi Avati (2010)
- Noi credevamo, regia di Mario Martone (2010)
- Diaz - Don't Clean Up This Blood, regia di Daniele Vicari (2012)
- Il futuro, regia di Alicia Scherson (2013)
- Fiamme di Gadda, regia di Mario Sesti (2013)
- Come il vento, regio di Marco Simon Puccioni (2013)
- La madre, regia di Angelo Maresca (2014)
- Diminuta, regia di Bruno Saglia (2014)
- Loro 1, regia di Paolo Sorrentino (2017)
- House of Tears, regia di Antonio Nardone (2018)
- Respiri, regia di Alfredo Fiorillo (2018)
- Il ladro di cardellini, regia di Carlo Luglio (2018)
- Nonostante la nebbia, regia di Goran Paskaljevic (2019)
- Altri padri, regia di Mario Sesti (2020)
- Il diritto alla libertà, regia di Claudio Rossi Massimi (2020)
- La svolta, regia di Riccardo Antonaroli (2020)
- Il diritto alla felicità, regia di Claudio Rossi Massimi (2021)
- Weekend per due (con delitto), regia di Brando Improta (2022)
- The Cage, regia di Massimiliano Zanin (2022)

### Televisione
- Quel piccolo campo, regia di Stefano Roncoroni – teleteatro (1982)
- Nero napoletano, regia di Enrico Zampini – puntata pilota (1992)
- Scherzi a parte, regia di Josè Maria Sanchez – programma TV (1996)
- Norma e Felice, regia di Beppe Recchia – sitcom (1996)
- I guastafeste, regia di Salvatore De Pasquale – programma TV (1997)
- Verde&Italia, regia di Enrico Zampini – programma TV (1998)
- I Montalcino, una famiglia italiana, regia di Enrico Zampini – serie TV (2000)
- La Squadra, regia di Giovanni Leacche – serie TV, episodio 6x02 (2004)
- Incantesimo 8, regia di Ruggero Deodato – serial TV, 2 episodi (2005)
- Blu notte - Misteri italiani, regia di Sandro Patrignanelli – documentario TV (2007)
- Gente di mare 2, regia di Giorgio Serafini – serie TV (2007)
- R.I.S. 4 - Delitti imperfetti, regia di Pier Belloni - serie TV, episodio 4x02 (2008)
- Un medico in famiglia 7, regia di Elisabetta Marchetti – serie TV (2011)
- Distretto di Polizia, regia di Alberto Ferrari - serie TV, episodio 11x22 (2012)
- R.I.S. Roma 3 - Delitti imperfetti, regia di  Francesco Miccichè – serie TV, episodio 3x06 (2012)
- Il clan dei camorristi, regia di Alexis Sweet – serie TV (2013)
- Pupetta - Il coraggio e la passione, regia di Luciano Odorisio – miniserie TV (2013)
- Un matrimonio, regia di Pupi Avati – miniserie TV (2013)
- Una pallottola nel cuore, regia di Luca Manfredi – serie TV, un episodio (2014)
- Teaser DIG, regia di Warren Fischer – miniserie TV (2014)
- Talianka, regia di Evgenij Zvedzakov – miniserie TV (2014)
- Squadra antimafia - Il ritorno del Boss, di Pietro Valsecchi – serie TV, episodi 8x02-8x03 (2016)
- I bastardi di Pizzofalcone, regia di Alessandro D'Alatri e Monica Vullo – serie TV, episodi 2x02-3x02 (2018-2021)
- Noi, regia di Luca Ribuoli - serie TV, episodio 1x11 (2022)
- Vincenzo Malinconico, avvocato d’insuccesso, regia di Alessandro Angelini, serie TV, 3 episodi (2022)
- Il commissario Ricciardi 2, regia di Gianpaolo Tescari, serie TV, 1 episodio (2022)
- L'amica geniale, serie TV, regia di Laura Bispuri, 1 episodio (2023)
- Kostas, regia di Milena Cocozza - serie TV, episodi 1x06-1x07 (2024)

### Cortometraggi
- L'ora di Attilio, regia di Andrès R.Zàbala
- Ciro c'era, regia di Vincenzo Peluso
- Pene d'amore, regia di Alfredo Fiorillo
- Habeas Corpus, regia di Mauro Di Ciocia e Angela Prudenzi
- Prima missione, regia di Gianluigi Ceccarelli
- Vieni al punto, regia di Gemma Iuliano
- La paura più grande, regia di Nicola Di Vico
- La mia libertà, regia di Ivo Bla
- L'anniversario, regia di Domenico N. Zangaro
- Conosci qualcuno?, regia di Daniel Bondì
- Un nodo, regia di Francesca Lolli
- Bad news, regia di Matteo Petrelli
- Piano terra, regia di Domenico N. Zangaro
- Andate in pace, regia di Carmine Lautieri
- Abbassa l'Italia, regia di Giuseppe Cacace e Alfredo Fiorillo
- Apri le labbra, regia di Eleonora Ivone
- Tre a zero, regia di Carmine Lautieri
- Con te o senza di te, regia di Angela Prudenzi
- Le mani sulle macerie, regia di Niccolò Riviera
- Riflessi, regia di Giusy Alfieri
- Remenbrance, regia di Andrea Zannini
- Sacramentum, regia di Korie Tristan Prince
- Guerra tra poveri, regia di Kassim Yassin Saleh
- Otto, regia di Anita Contini
- Mercato Libero, regia di Giuseppe Cacace
- una nota alla volta

## Teatro
- Farse di Petito, di Antonio Petito, regia di Massimo Troisi (1973)
- Chi c'ha il cab più bello del mio?, di Massimo Troisi e Lello Arena, regia di Massimo Troisi (1974)
- I Saraceni, di Massimo Troisi, Pino Calabrese, Lello Arena, Enzo De Caro, regia di Massimo Troisi (1975)
- La sarabanda dei Saraceni, di Massimo Troisi, Pino Calabrese, Lello Arena, Enzo De Caro, regia di Massimo Troisi (1975)
- Tamburi e trombe, di George Farquhar, regia di Lello Ferrara (1976)
- Bertoldo a corte, di Massimo Dursi, regia di Lello Ferrara (1976)
- Antigone, adattamento di Bertold Brecht, regia di Lucio Beffi (1977)
- Le statue movibili, di Antonio Petito, regia di Paolo Spezzaferri (1978)
- La vispa Teresa e le sue delusioni, di Sergio Tofano, regia di Giacomo Colli (1979)
- Un albergo con gli occhi azzurri, di Gennaro Magliulo e Antonio Scavone, regia di Gennaro Magliulo (1980)
- Chissà perché Napoleone..., regia di Giuseppe Sollazzo (1981)
- Storia strana su una terrazza romana, testo e regia di Luigi De Filippo (1981)
- Don Rafele 'o trumbone e Cupido scherza e spazza, di Peppino De Filippo, regia di Luigi De Filippo (1982)
- Quaranta ma non li dimostra, di Peppino De Filippo, regia di Luigi De Filippo (1983)
- Il ventaglio di Lady Windermere, di Oscar Wilde, regia di Geppy Gleijeses (1983)
- I Menecmi, di Plauto, regia di Geppy Gleijeses (1984)
- Triato d'avanquartia, di Geppy Gleijeses, regia di Geppy Gleijeses (1984)
- La parola che manca, testo e regia di Antonio Scavone (1987)
- Io quasi quasi me ne vado a Rio, testo e regia di Claudio Vettese (1990)
- Casa di frontiera, di Gianfelice Imparato, regia di Gigi Proietti (1995)
- Un anno d'amore, di Angela Prudenzi, regia di Roberto Morra (2002)
- Cecè e L'uomo dal fiore in bocca, di Luigi Pirandello, regia di Pino Calabrese (2004)
- Giada d'oriente, testo e regia di Riccardo Reim (2004)
- Riccardo III, di William Shakespeare, regia di Armando Pugliese (2004)
- Storie di Don Giovanni, di AA.VV., regia di Daniele Valmaggi (2006)
- Le donne del rimorso, di AA.VV., regia di Nando Citarella e Pino Calabrese (2007)
- Antigone, di Sofocle, regia di Melissa Regolanti (2008)
- Edipo re, di Sofocle, regia di Melissa Regolanti (2008)
- Mozart al chiaro di luna, di AA.VV., regia di Nando Citarella (2008)
- Habeas Corpus, di Angela Prudenzi, regia di Pino Calabrese (2009)
- Medea, di Euripide, regia di Melissa Regolanti (2010)
- L'amore secondo Shakespeare, da William Shakespeare, regia di Melissa Regolanti (2010)
- Mozart, musica e lettere, da Wolfgang Amadeus Mozart, regia di Angelo Fàvaro (2010)
- La malattia della morte, di Marguerite Duras, regia di Natacha Daunizeau (2011)
- Misteria vulcanorum, di AA.VV., regia di Pino Calabrese e Nando Citarella (2011)
- Canto di natale, di AA.VV, regia di Pino Calabrese e Nando Citarella (2014)
- Sogno di una notte di mezza estate, di William Shakespeare, regia di Melissa Regolanti (2014)
- Le baccanti, di Euripide, regia di Melissa Regolanti (2014)
- Io, Chiara e l'oscuro, testo e regia di Pino Calabrese (2016)
- La moda dei suicidi, di Marco Avarello, regia di Linda Di Pietro (2017)
- Dear Albert, di Alan Alda, regia di Mario Sesti (2018)
- L'ombra di Aldo Moro, di Patrizio J. Macci, regia di Pino Calabrese (2018)
- Tortora, una storia semplice, di Patrizio J. Macci, regia di Pino Calabrese (2019)
- Elegia snaturata, di Marina Novelli, regia di Pino Calabrese